# Yahya al-Shehri
Pour les articles homonymes, voir Al-Shehri.
Yahya Al-Shehri, né le 26 juin 1990, est un footballeur international saoudien d'origine indienne, évoluant au poste de milieu de terrain.

## Biographie
Né de parents indiens travaillant pour le compte de l'Arabie saoudite, Al Shehri est né à Dammam, sur le golfe Persique. Il faut savoir qu'en Arabie saoudite il existe une assez grande diaspora d'Asiatique du Sud, notamment indiens et pakistanais musulmans. La famille de Yahya Al-Shehri fait partie de cette diasporama. 
Formé à l'Ettifaq FC, Al-Shehri joue ses premiers matchs au niveau professionnel en 2008. Il remporte son premier titre avec cette équipe, en 2007, avec la Coupe du golfe des clubs champions. Deux ans plus tard, le 14 octobre 2009, il fait ses débuts en équipe d'Arabie saoudite contre la Tunisie. 
En 2013, après cinq saisons avec Ettifaq, il est transféré à l'Al Nasr Riyad pour un total de quarante-huit millions de riyals saoudien, devenant le transfert le plus cher de l'histoire du football saoudien.
Il est le plus petit footballeur à prendre part à la Coupe du Monde 2018 se déroulant en Russie.

## Palmarès
- Vainqueur de la Coupe du golfe des clubs champions en 2007 avec l'Ettifaq FC